# Lochlyn Munro
Lochlyn Munro, född som Richard Laughlain Munro den 12 februari 1966 i Lac la Hache i British Columbia, är en kanadensisk skådespelare. Han medverkar bland annat i filmer som A Night at the Roxbury, Scary Movie, Freddy vs. Jason, White Chicks, The Predator och Cosmic Sin. Han har också synts i TV-serier som Northwood, Förhäxad, och Riverdale.
Munro hade tidigare, strax innan han påbörjade sin skådespelarkarriär, stora planer på att bli professionell ishockeyspelare. Han skulle dock drabbas av en allvarlig idrottsskada, vilket gjorde att han gick miste om alla dessa planer.
Munro är sedan 1997 gift med Sharon Munro, med vilken han har två barn. Han pendlar i nuläget mellan två helt olika städer, det vill säga Vancouver och Los Angeles.

## Filmografi (i urval)

### Filmer
| - 1990 – Straffkompaniet - 1991 – Run - 1992 – De skoningslösa - 1993 – Köplust - 1994 – Wagons East! - 1998 – Dead Man on Campus - 1998 – A Night at the Roxbury - 1998 – A Murder of Crows - 2000 – Screwed - 2000 – Scary Movie - 2000 – Duets - 2000 – Dracula 2000 - 2001 – Kill Me Later - 2001 – Kevin of the North - 2002 – Rock My World - 2002 – Heart of America - 2003 – A Guy Thing - 2003 – Freddy vs. Jason - 2004 – White Chicks - 2005 – Dirty Love - 2006 – The Benchwarmers - 2006 – Little Man - 2006 – En lysande jul | - 2007 – Kollopapporna - 2008 – The Art of War II: Betrayal - 2009 – Space Buddies – Valpgänget på rymdäventyr - 2009 – Dance Flick - 2011 – In the Name of the King: Two Worlds - 2011 – Recoil - 2012 – The Company You Keep - 2013 – The Package - 2013 – Assault on Wall Street - 2014 – Rampage: Capital Punishment - 2015 – 12 Rounds 3: Lockdown - 2015 – Tomorrowland: A World Beyond - 2015 – Blackway - 2018 – The Predator - 2018 – Äventyraren Flynn - 2020 – Sniper: Assassin's End - 2021 – Love Hard - 2021 – Cosmic Sin - 2021 – Apex - 2022 – Detective Knight: Rouge - 2022 – Detective Knight: Redemption - 2023 – Detective Knight: Independence - 2023 – Totally Killer |

### TV-serier
| - 1987–1990 – 21 Jump Street (TV-serie) - 1989 – Äventyr i bukten (TV-serie) - 1990 – Neon Rider (TV-serie) - 1990 – Wiseguy (TV-serie) - 1991–1994 – Northwood (TV-serie) - 1994 – Blossom (TV-serie) - 1994 – Highlander (TV-serie) - 1994 – Hawkeye (TV-serie) - 1996 – Sliders (TV-serie) - 1996 – Viper (TV-serie) - 1998 – Poltergeist (TV-serie) - 1999 – På heder och samvete (TV-serie) - 1999–2000 – Förhäxad (TV-serie) - 2003 – Död zon (TV-serie) - 2003 – Jake 2.0 (TV-serie) - 2003 – CSI: Crime Scene Investigation (TV-serie) - 2004 – Monk (TV-serie) - 2004 – Mitt liv som död (TV-serie) - 2005 – Andromeda (TV-serie) - 2005 – Las Vegas (TV-serie) - 2005 – CSI: Miami (TV-serie) - 2005 – Brottskod: Försvunnen (TV-serie) - 2005 – NCIS (TV-serie) - 2005 – Weeds (TV-serie) - 2005 – CSI: New York (TV-serie) - 2006 – Smallville (TV-serie) - 2010 – The Mentalist (TV-serie) - 2011 – Castle (TV-serie) - 2012 – Psych (TV-serie) | - 2012 – True Justice (TV-serie) - 2012 – Transporter: The Series (TV-serie) - 2012 – Hawaii Five-0 (TV-serie) - 2012 – Burn Notice (TV-serie) - 2013 – King & Maxwell (TV-serie) - 2013 – Longmire (TV-serie) - 2013 – Cedar Cove (TV-serie) - 2013 – Cracked (TV-serie) - 2013 – Lost Girl (TV-serie) - 2014 – Arrow (TV-serie) - 2014 – Motive (TV-serie) - 2015 – Scorpion (TV-serie) - 2016 – Supernatural (TV-serie) - 2016 – Rizzoli & Isles (TV-serie) - 2016 – Beauty and the Beast (TV-serie) - 2016 – Awkward (TV-serie) - 2016 – Bones (TV-serie) - 2016 – Chicago Med (TV-serie) - 2016 – Lucifer (TV-serie) - 2016 – When Calls the Heart (TV-serie) - 2017 – Major Crimes (TV-serie) - 2017 – Haters Back Off (TV-serie) - 2017–2019 – Riverdale (TV-serie) (även 2021–2022) - 2018 – Beyond (TV-serie) - 2018 – Take Two (TV-serie) - 2018 – A Million Little Things (TV-serie) - 2019 – SEAL Team (TV-serie) - 2020 – The Good Doctor (TV-serie) - 2021 – Heartland (TV-serie) - 2022 – Peacemaker (TV-serie) |